# Немири на Максимиру
Немири на Максимиру или Нереди на Максимиру су назив за неодиграну фудбалску утакмицу у Загребу 13. маја 1990. између НК Динамо и ФК Црвена звезда из Београда. Постоји широко распрострањен мит у бившој Југославији сматрају да је управо овај догађај покренуо распад СФРЈ.

## Претходница

### Политички део
СФРЈ је крајем 1989. године увела вишепартијски систем. Током пролећа 1990. године почело је формирање нових политичких странака и појављивање нових политичких лидера. У СР Хрватској су у априлу 1990. године одржани локални, парламентарни и председнички избори, где је победила Хрватска Демократска Заједница, а председник СР Хрватске је постао Фрањо Туђман. Све до средине маја 1990. главне полуге власти: Полиција, Тужилаштво, медији... били су контролисани од Савеза Комуниста Хрватске (лидер: Ивица Рачан). Како је СКХ претрпео велики пораз на изборима априла 1990. то је значило да целокупну власт у СР Хрватској преузима Фрањо Туђман и ХДЗ.
ХДЗ је странка опасних намера— Ивица Рачан, 1990
ХДЗ је од свог оснивања међу главне политичке циљеве уврстио: одвајање СР Хрватске од СФРЈ и етничко чишћење Хрватске од Срба. Да би спровео те планове у дело, било је потребно поред освајања власти очисти и старе комунистичке кадрове из републичке администрације, које су у знатном броју попуњавали Срби, или људи из мешаних бракова. Зато је ова утакмица одлично послужила за организовање и подметање нереда, како би МУП Хрватске био очишћен од Срба и тиме био отворен пут за спровођење зацртаних планова.

### Фудбалски део
ФК Црвена звезда из Београда је поред НК Динамо и ФК Партизан и НК Хајдук Сплит, део „велике четворке“, који су ранијих сезона увек одлучивали о фудбалском шампиону Југославије. Те сезоне ФК Црвена звезда је имала одличан тим, који је неколико недеља пре ове утакмице обезбедио прво место на табели, тако да ова утакмица није имала такмичарски значај, али је свакако била занимљива за многе поклонике фудбала. Мада су навијачи Динама данима пре ове утакмице најављивали прекид ове утакмице као и целог Првенства, то у медијима није било објављено.
Иначе, годинама пре тога, када су клубови ФК Црвена звезда и НК Динамо играли своје мечеве, како у Загребу, тако и у Београду, долазило је до нереда и туча њихових навијача на самом стадиону или око њега, али никад са овако фаталним исходом као 13. маја 1990, када утакмица није ни одиграна, а стадион потпуно демолиран.

## Дан утакмице

### Долазак навијача
Главнина Звездиних навијача је кренула међународним возом из Београда за Минхен, преко Загреба, у раним јутарњим часовима 13. маја 1990. али је и ноћ раније једна мања групица навијача из унутрашњости дошла у Загреб. Те ноћи није било нереда.
У возу који је ишао из Београда ка Загребу, преко Срема и Славоније, улазили су Звездини навијачи и на успутним станицама. Око 12 сати, воз је стао у предграђу Загреба, где је преко 500 Звездиних навијача изашло из воза. Звездини навијачи изашли су пре Главне железничке станице у Загребу, избегавајући сусрет са полицијом. Пошто су ушли у загребачко предграђе Трње, Звездини навијачи су започели са навијачким активностима: песмом, а разбијени су и аутомобили.

### Инциденти и туче пре утакмице
Око 15-ак минута је требало загребачкој полицији да окружи Звездине навијаче и да их смири, али то није ишло лако, јер је настала велика туча између полиције и Звездиних навијача у којој је један полицајац тешко повређен. Затим је загребачка полиција успела да, под пратњом, одведе Звездине навијаче до Максимирског парка, недалеко од стадиона, са намером да их тамо задржи до почетка утакмице те да их одатле спроведе до стадиона, али им то није пошло за руком, јер су се Звездини навијачи углавном извлачили из тог обруча. У самом центру Загреба дошло је до неколико туча, између Звездиних и Динамових навијача, у којима су два Динамова навијача тешко повређена.
У Загребу је тада први пут прошло некажњено јавно певање, до тада забрањене четничке песме: „Од Тополе па до Равне Горе“.

### Почетак утакмице
Када се примакао почетак утакмице, загребачка полиција је спровела Звездине навијаче (било их је преко 2.000) на јужну трибину Максимирског стадиона. Још док су се трибине попуњавале публиком, кренуле су вербалне чарке и стандардне прозивке Звездиних и Динамових навијача, пропраћене међусобним увредама, чак и на националној основи.
Само што је одиграно неколико минута утакмице, Динамови навијачи „Bad Blue Boys“ су врло лако срушили заштитну ограду на северној трибини Максимирског стадиона.

### Антологијски нереди
Тада је велика група Динамових навијача улетела на терен, прекинула утакмицу, док се већина играча и делегата склонила. Динамови навијачи су кренули затим ка јужној трибини да се физички обрачунају са Звездиним навијачима. Остала је неразумљива чињеница да се у том моменту на стадион обезбеђивао мали број припадника полиције, тако да су Динамови навијачи успели да унесу каменице, флаше, цигле, са којима су кренули да гађају Звездине навијаче, смештене на тзв. „Јужном стајању“, у том тренутку потпуно незаштићеном делу трибине. Звездаши су затим почели да ломе рекламне табле на стадиону, како би се њима заштитили од пројектила, којима су били гађани. Док су они ломили табле, Загребачке телевизијске камере плански су преусмерене ка њима, не би ли се сва пажња гледалаца усредсредила на њих и како би они касније били окривљени за нереде. Уследио је физички обрачун између Динамоваца и Звездаша, који је трајао готово сат времена, а део тих нереда забележиле су камере ТВ Загреба.
Током нереда је први пут јавно запаљена застава СФРЈ, чиме је у Загребу и СР Хрватској јасно показана нетрпељивост према југословенству и идејама "Братства и Јединства". Капитен НК Динамо Звонимир Бобан, је чак шутнуо полицајца Рефика Ахметовића, чиме је показао непоштовање према држави у којој живи и таквим поступком дао лош пример навијачима Динама.
Сат времена након почетка нереда и дивљања навијача, појавиле су се јаке полицијске снаге, које су испразниле стадион, задржавши Звездаше на стадиону.

### Нереди након утакмице
Након што их је загребачка полиција избацила са Максимирског стадиона, Динамови навијачи су се упутили ка центру Загреба, где су имали свој рушилачки поход и велику тучу са полицијом. Тада су и они певали забрањене песме, које су имале антисрпску конотацију и усташке стихове. Динамовци су превртали аутомобиле, рушили трамваје, излоге.

### Одлазак Звездиних навијача
Скоро три сата након ове неодигране утакмице, навијачи Звезде су задржани на демолираном Максимирском стадиону. Тада су им обезбеђени аутобуси који су их превезли у Дуго Село, предграђе Загреба, па су онда ванредним возом одвезени ка Београду, где су стигли у јутарњим часовима 14. маја 1990.

## Последице
Након утакмице Максимирски стадион и центар Загреба су били демолирани. Већ сутрадан 14. маја 1990. је кренуо „медијски рат“. Занимљиво је да београдски и загребачки медији нису имали исто виђење догађаја од претходног дана. Док су београдски медији кривили Хрватску демократску заједницу (ХДЗ) и Динамове навијаче, загребачки медији су осуђивали Звездине навијаче и „неспособну српску полицију“.
Касније се сазнало да је у нередима на Максимиру 13. маја 1990. кључну улогу имала долазећа власт, политички врх ХДЗ, који је ову прекинуту утакмицу употребио као аргумент за отпуштање Срба из МУП-а Хрватске и довођење Хрвата на њихово место, и на тај начин обезбедила услове за касније етничко чишћење Срба из Хрватске.
Утврђено је да су дан раније, 12. маја 1990, у касним вечерњим сатима, чланови ХДЗ-а ушли на Максимирски стадион и унели велике количине каменица, флаша, цигли, док су ограду на северној трибини нагризли са киселином, што је омогућило Динамовим навијачима да следећег дана, врло лако сруше ограду, уђу наоружани на терен и прекину утакмицу.
У понедељак, 14. маја 1990. ХДЗ је преузела власт у СР Хрватској и започела чистку српских и других нехрватских кадрова из МУП-а Хрватске.